# Belaruși

Drapelul Belarusului (1918 și 1991–1995)

Drapelul Belarusului (în prezent)

Belarușii sau bielorușii (în limba belarusă: беларусы) sunt un popor slav care reprezintă majoritatea populației în Republica Belarus și formează minorități naționale în Polonia, Rusia, Lituania și Ucraina. Un mare număr de belaruși a emigrat în Canada și Statele Unite ale Americii la începutul secolului al XX-lea. După prăbușirea Uniunii Sovietice din 1991, sute de mii de etnici belaruși au emigrat în țările Uniunii Europene. Odată cu apariția pe harta politică a lumii a noului stat, a fost adusă în prim plan și problema etnicității belaruse, odată cu revigorarea limbii belaruse. În momentul de fața aproximativ 9 – 10 milioane de persoane își recunosc apartenența la etnia belarusă.
Limba maternă a majorității populației republicii este într-adevăr belarusa, totuși cei mai mulți locuitori sunt bilingvi, cunoscând și limba rusă, mulți dintre ei folosind-o chiar zilnic, în special în marile orașe și în capitala Minsk.
Prefixul bela- este tradus prin „alb”, astfel încât, uneori, belarușii sunt numiți și rușii albi, ceea ce poate crea unele confuzii, tot rușii albi fiind numiți și cei grupați în mișcarea antibolșevică care s-au opus roșiilor în timpul războiului civil. În occident, în anumite perioade istorice s-a folosit și numele de ruteni albi sau altele similare. Folosirea termenului „rușii albi” poate duce în mod incorect la ideea că belarușii ar fi un subgrup al rușilor. Unii dintre belaruși consideră o asemenea abordare drept ofensatoare. Belarușii consideră că rădăcinile lor etnice sunt în rândurile poporului rusin și nu în cel al rușilor, (care își revendică aceleași rădăcini etnice).
Poporul belarus își consideră cultura urmașă a culturii Rusiei Kievene, a Cnezatului Polațk și a Marelui Ducat Lituanian. Majoritatea belarușilor sunt urmașii triburilor slavilor răsăriteni a krivicilor, dregovicilor și radimicilor. Slavii estici timpurii sau amestecat de asemenea și cu balții, în special în vestul și nord-vestul Belarusului de azi. În evul mediu, belarușii erau cunoscuți mai mult cu numele de 'litvini/litvani (lituanieni), dată fiind apartenența lor la statul feudal lituanian (Litva, Vialikaja Litva), din care făcea parte Rutenia Albă și în care limba oficială era limba ruteană. Dată fiind dominația limbii rutene, (care mai apoi a evoluat în limba belarusă), unii dintre belarușii zilelor noastre consideră Marele Ducat al Lituaniei ca statul lor național.
După încheierea primului război mondial, belarușii au avut propriul lor stat, care s-a bucurat de grade variabile de independență, (de la efemera Republică Națională Belarusă sub control german până la RSS Belarusă, intrată în componența URSS-ului în 1922). Belarus și-a câștigat independența deplină după dezintegrarea Uniunii Sovietice din 1991.